# سیارک ۱۵۲۶۳
سیارک ۱۵۲۶۳ (به انگلیسی: 15263 Erwingroten، نامگذاری:1990TY7) پانزده هزار و دویست و شصت و سومین سیارک کشف شده‌است که در ۱۳ اکتبر ۱۹۹۰ کشف شد.
قدر مطلق سیارک برابر ۱۹.۵ است.